# 普萊森特瓦利鎮區 (芬尼縣)
普萊森特瓦利鎮區（英語：Pleasant Valley Township）為位在美國堪薩斯州芬尼縣的鎮區。2010年美国人口普查中該鎮區人口有166人。

## 地理
普萊森特瓦利鎮區涵蓋面積371.05平方（143.26平方英里），境內無城鎮設立。

## 交通
- 艾爾阿格機場（Air-Ag Airport）

## 人口及戶籍調查
根據2010年美國人口普查，普萊森特瓦利鎮區人口有166人，人口密度為0.45人/平方公里。種族組成方面，白人165人；非裔美洲人0人；美洲原住民1人；亞洲人0人；太平洋島民0人；其他種族0人；兩個或以上種族0人。另外西班牙裔美國人及拉丁美洲人為12人。
性別組成方面：男姓79人，女性87人。年齡方面：未滿18歲者有58人，18歲或以上者有108人。
該鎮區房屋總數62棟。自用住宅總計56棟，其中自有自用47棟，承租自用9棟；空屋總計6棟，其中房屋出租2棟，房屋出售1棟。

## 外部連結
- US-Counties.com
- City-Data.com （页面存档备份，存于）